# Signal.MD
Signal.MD Inc. (株式会社シlグナル・エムディ, Kabushiki-gaisha Shigunaru Emudi) é um estúdio de animação japonesa. Fundado no ano de 2014 pela IG Port como uma de suas novas subsidiárias.

## Estabelecimento
Em 2014 a IG Port anunciou que estava fundando um novo estúdio de animação, chamado SIGNAL.MD. Seu objetivo é desenvolver tecnologia para animações totalmente digitais. Ele também construirá a base para a produção de animação voltada para crianças e famílias (incluindo Pokémon: Destiny Deoxys, Pokémon the Movie: Black—Victini and Reshiram and White—Victini and Zekrom  e Pokémon Origins). O membro do conselho da Production I.G Katsuji Morishita foi nomeado o presidente da SIGNAL.MD.

## Séries De TV
- Tantei Team KZ Jiken Note (2015-2016)
- Atom: The Beginng II (2017) Co-Produção junto com a OLM e Production I.G
- Recovery of an MMO Junkie (2017)
- Hashiri Tsuzukete Yokattatte. (2018)[2]
- FLCL Progressive (2018)
- Mars Red (2021)

## Filmes
- Colorful Ninja Iromaki (2016)
- Cyborg 009: Call of Justice (2016) Co-Produção junto com a OLM
- Hirune Hime ~Shiranai Watashi no Monogatari~ (2017)
- The Wonderland (2019)[3]
- Kimi dake ni Motetainda (2019)[4]
- Fate/Grand Order - Divine Realm of the Round Table: (2020)[5]
- Words Bubble Up Like Soda Pop (2021)[6]
- Deemo: The Movie (2021) co-produção com a Production I.G

## OVAs
- Recovery of an MMO Junkie (2017)
- Yuragi Sou Yunna San(2021)